# 다르다넬스 대포
바실리카(Basillica) 또는 대형 투르크 사석포(Great Turkish Bombard, 튀르키예어: Şahi topu 또는 약칭 튀르키예어: Şahi)또는 다르다넬스 대포(Dardanelles Gun)는 1807년 다르다넬스 해전에서 활약했던 15세기 공성용 대포, 특히 초대형 사석포이다. 그것은 1464년에 오스만 투르크 제국의 군사 기술자 무니르 알리(Munir Ali)에 의해 제작되었으며, 1453년 콘스탄티노플 포위 공격 당시 사용된 우르반 거포를 모델로 삼았다.

## 역사
다르다넬스 대포는 1464년 무니르 알리에 의해 무게 16.8t, 길이 5.18m의 청동으로 주조되었으며, 직경이 0.63m(24.8인치)에 이르는 돌덩이를 발사할 수 있다. 대포의 약실과 총열은 나사 구조로 연결되어 다루기 무거운 장치도 쉽게 운반할 수 있었다.
이러한 초대형 사석포는 15세기 초부터 오스만의 정복 전쟁과 서유럽 공성전에서 사용되었다. 뉴질랜드의 사학자 폴 해머(Paul Hammer)와 헝가리의 사학자 가버 아고스톤(Gábor Ágoston)에 따르면 이 기술은 이미 이전에 대포를 사용했던 다른 이슬람 국가에서 도입되었을 수도 있다. 오스만 군대는 1430년 살로니카 공성전과 1446년 코린토스 지협의 헥사밀리온 방벽에 이러한 대형 사석포를 성공적으로 배치했다.
우르반이 제작한 바실리카 대포는 길이가 8m에 이르러 당시 어떤 대포보다 포신이 길었고, 270kg짜리 돌을 1.6km까지 날려 보낼 수 있었는데, 너무도 커서 한 번 발사하고 다시 장전하는 데에만 세 시간이나 걸릴 정도였다.
1453년 콘스탄티노플 공성전에서 오스만은 이 바실리카 대포를 비롯해 최소 12문에서 최대 62문에 달하는 크고 작은 대포를 사용했다. 그들은 적어도 한 명의 외국인 대포 제작자 우르반 외에도 투르크인 대포 제작자 및 기술자가 고용된 공장, 그 중에서도 사르카(Saruca)에 위치한 주물 공장에서 제작되었고, 포위 공격에 투입된 대부분의 대포가 사르카 대포를 포함하여 투르크 기술자의 손에서 제작되었으며, 그 가운데 일부는 오스만 투르크의 대형 사석포 제작에 기여한 기술자 우르반이 제작한 것도 포함되어 있었다. 우르반은 헝가리 왕국 브라소 출신으로 1453년 오스만 군대에 고용되어 일했다. 알리의 작품은 콘스탄티노플 포위 공격에 사용된 대형 사석포의 설계 구조를 충실히 따랐을 것으로 추정된다.
다른 거대한 대포와 함께 다르다넬스 대포는 340년이 지난 1807년 영국 해군이 등장하여 다르다넬스 해전을 전개했을 때에도 여전히 사용되고 있었다. 오스만 투르크군은 15세기에 제작된 이 고대 유물에 추진제와 발사체를 실어 영국 함대를 향해 발사했고 영국 함대는 이 포격으로 28명의 사상자를 냈다. 해당 대포는 전체가 철로 제작되었고, 직경 63cm, 무게는 1,027.5kg(2,265lb)이다.
1866년 영국의 터키 국빈 방문을 맞아 술탄 압둘라지즈는 다르다넬스 대포를 빅토리아 여왕에게 선물했다. 그것은 영국 왕립 무기고(Royal Armouries) 컬렉션의 일부가 되었으며 런던 타워에 전시되었으며 나중에 포츠머스가 내려다 보이는 햄프셔주의 포트 넬슨으로 옮겨졌다.

## 같이 보기
- 구경별 대형 대포 목록
- 우르반
- 콘스탄티노플의 몰락

## 참고 문헌
- Ffoulkes, Charles, "The 'Dardanelles'Gun at the Tower", Antiquarian Journal, Vol. 10 (1930), pp. 217 ~ 227
- Schmidtchen, Volker (1977a), "Riesengeschütze des 15. Jahrhunderts. Technische Höchstleistungen ihrer Zeit ", Technikgeschichte 44 (2) : 153–173 (153–157)
- Schmidtchen, Volker (1977b), "Riesengeschütze des 15. Jahrhunderts. Technische Höchstleistungen ihrer Zeit ", Technikgeschichte 44 (3) : 213–237 (226–228)